# عودة شرلوك هولمز
عودة شرلوك هولمز (بالإنجليزية: The Return of Sherlock Holmes)‏ هي عبارة عن مجموعة من 13 قصص لشخصية شيرلوك هولمز والتي نشرت بين عامي 1903-1904، بقلم السير آرثر كونان دويل.

## القصص
1. مغامرة المنزل الفارغ
2. مغامرة بناء نوروود
3. مغامرة الرجال الراقصين
4. مغامرة راكبة الدراجة في الطريق المهجور
5. مغامرة مدرسة الرهبان
6. مغامرة بيتر الأسود
7. مغامرة تشارلز أوجستس ميلفيرتون
8. مغامرة تماثيل نابليون الستة
9. مغامرة الطلاب الثلاثة
10. مغامرة نظارة الأنف الذهبية
11. مغامرة لاعب الرجبي المختفي
12. مغامرة منزل آبي جرينج
13. مغامرة البقعة الثانية